# Valréas
Valréas – miejscowość i gmina we Francji, w regionie Prowansja-Alpy-Lazurowe Wybrzeże, w departamencie Vaucluse.
Według danych na rok 1990 gminę zamieszkiwało 9069 osób, a gęstość zaludnienia wynosiła 156 osób/km² (wśród 963 gmin regionu Prowansja-Alpy-W. Lazurowe Valréas plasuje się na 77. miejscu pod względem liczby ludności, natomiast pod względem powierzchni na miejscu 118.).

## Populacja

Populacja Valréas w latach 1962–2008